# Высотный проезд
Высо́тный прое́зд (название с 26 августа 1960 года либо с 1980 года) — проезд в Юго-Восточном административном округе города Москвы на территории района Люблино.

## История
Проезд получил своё название в 1980 году (по другим данным — 26 августа 1960 года) название, которым жители бывшего села Люблино называли проезд, где было построено несколько четырёх- и пятиэтажных домов, казавшихся «высотными» среди одноэтажных частных домов и построек барачного типа (в настоящее время снесены).

## Расположение
Согласно Яндекс.Картам и Справочнику улиц Москвы, Высотный проезд проходит от Котельного проезда на восток и оканчивается, не доходя до Новороссийской улицы. Нумерация домов начинается от Котельного проезда.
Согласно картам OpenStreetMap и Картам Google, Высотный проезд проходит от Котельного проезда на северо-восток и оканчивается, не доходя до Ставропольской улицы.

## Примечательные здания и сооружения
По чётной стороне:
- д. 2/5 — спортивно-оздоровительный клуб «Стрелец».

## Транспорт

### Наземный транспорт
По Высотному проезду маршруты наземного общественного городского транспорта не проходят. Севернее проезда, на Ставропольской улице, расположена остановка «Таганрогская улица» автобусов 54, 228, 551, 551; восточнее, на Новороссийской улице, — остановка «Новороссийская улица, 4» автобусов 54, 201, 228, 551, 728; южнее, на Краснодарской улице, — остановка «Новороссийская улица» автобусов 30, 528, 530, 658, с4, н5.

### Метро
- Станция метро «Люблино» Люблинско-Дмитровской линии — юго-восточнее проезда, на пересечении Краснодарской и Совхозной улиц.

### Железнодорожный транспорт
- Платформа Люблино (в границах станции Люблино-Сортировочное) Курского направления Московской железной дороги — северо-западнее проезда, между улицей Полбина и Кубанской улицей.
- Платформа Депо (в границах станции Люблино-Сортировочное) Курского направления Московской железной дороги — юго-западнее проезда, между улицей Полбина, Егорьевской улицей и Егорьевским проездом.